# Keresszegi Herman István
Keresszegi Herman István (Körösszeg, ? – Debrecen, 1641. március 19.) református lelkész, a Tiszántúli református egyházkerület püspöke 1629-től haláláig.

## Élete
Körösszegen született és Debrecenben tanult, ahol 1609. augusztus 9-én iratkozott be a felsőbb osztályba; 1612-ben főiskolai senior volt. 1613-ban a marburgi egyetemet, 1614. április 23-tól a heidelbergit látogatta és egyike volt azoknak, akik az evangélikus és református magyarok között támadt egyenetlenség miatt a wittenbergi eredeti magyar matrikulát elhozták és a nagybányai könyvtárban helyezték el. Hazatérvén 1616-ban zilahi lelkész, kevés idő múlva egyszersmind a krasznai egyházmegye esperese lett. Egyházkerülete megbízásából 1625-ben kieszközölte, hogy a máramarosi egyházmegyében is érvényre jusson az új naptár. 1629. november 25-én a tiszántúli egyházkerület püspökké választotta s Debrecenbe ment lelkésznek. 1630. június 9-én Debrecenben tartott zsinatot, 1633. február 5-én Tasnádon. 1634. június 18-án Szatmáron, 1635. július 17-én Váradon, végre 1638. szeptember 23-án Debrecenben. Az ő idejében volt Debrecennek először három prédikátora: 1630. május 7-én hívták meg Szalacsról Tolnai Pétert maga és társa Veszeli Pál mellé és 1637-ben helyezték fel a veres toronyba a Rákóczi által ajándékozott nagy harangot.

## Munkái
- De Deo et S. Trinitate. Heidelbergae, 1614. (173-174. l.)
- De Sacrae Scripturae Canone Authoritate et Perfectione, Uo. 1614. (191-192. lap)
- Beszéde a nagy templom ajtaja előtt az abba nem fért néphez július 1. (Exeqviarivm Caeremonialivm ... Princ. ac. Dnae Svsannae Caroli... 1622... Gyulafehérvár, 1624. II. könyv II. osztály 6. prédikáczio)
- Keresszegi István ... Praedicaciója. Temetési Pompa Iffiu Groff Iktári Betthlen Istvánnak &c. eggyetlen egy magzattyanak, az N. Groff Iktari Groff Betthlen Christina Kiss Aszszonynak utolso tisztessegenek megh adasaban ... Eczedben es Bathorban Anno 1631. diebus 25. & 26. Novembris ki szolgáltatot. Debreczen, 1632 (9. praedikatio)
- Ex Cap: ad Hebr: 11. Az hitnek es josagos cselekedeteknek tündöklő Peldairol valo praedicaciók; hova az Példanak kivansaga szerint, köziben alkalmaztattak az Isaknak meg aldoztatásárol valo Praedikátiok is, Mellyek elsőben Praedicaltattanak az Debreczeni keresztyen Ecclesianak lelki eppületire; mostan penig az egy-igyü hiveknek közönseges hasznokra kibocsattattanak Keres-Zegi H. Istvánnak Debreczeni Lelki Pasztornak altala. Uo. 1635
- Az Keresztyeni Hitnek Agazatairól való Praedicatioknak Tar-haza, a Nemet Országi Rhen-Palutinatusbéli Orthodoxa Catechesisnek rendi szerént. Keres-szegi H. Istvannak munkája által az egyigyüveknek közönseges hasznokra ki-bocsáttatott. Várad, 1640

Kiadta Margitai Péternek Temető Praedikatiok (Debreczen, 1632) c. hátrahagyott művét és Gönczi Pálnak De Disciplina Ecclesiastica (Debreczen, 1633) c. kánongyűjteményét.
Levele: Debrecen, 1640. okt. 8., melyben kemény fenyegetések közt parancsolja a szovátiaknak, hogy templomukat építsék (Sárospataki Füzetek 1862. 537. l.)
A heidelbergi akadémia anyakönyvében így írta be nevét: Stephanus Hermán Keresszegi; azért hibásan írják némelyek nevét Keresztszeginek és Körösszeginek.